# Eliseo Insfrán
Eliseo Insfrán Orué (Assunção, 27 de outubro de 1935) é um ex-futebolista paraguaio que atuava como defensor. É irmão gêmeo do também ex-futebolista Eligio Insfrán.

## Carreira
Eliseo Insfrán fez parte do elenco da Seleção Paraguaia de Futebol, na Copa do Mundo de  1958.